# جيني بوروفسكي
جيني بوروفسكي (1899 – 1 أبريل 1969) هو مبارز بالسيف مجري راحل، مثّل بلاده في الألعاب الأولمبية الصيفية 1936.

## روابط رياضية
جيني بوروفسكي على موقع أوليمبيديا (الإنجليزية)
- جيني بوروفسكي على موقع اللجنة الأولمبية المجرية (الهنغارية)